# Ragnfrid
Reginfrid o Ragnfrid Halfdansson (también Ragnfrid de Haithabu, m. 814) fue un caudillo vikingo y rey de Dinamarca que gobernó entre 812 y 813 en diarquía con Hemming, hasta su muerte en el campo de batalla. Ragnfrid era probablemente hijo de Halfdan, un caudillo danés vasallo de Carlomagno en 807, y hermano de Anulo (m. 812), Hemming Halfdansson (m. 837), y Harald Klak (m. 852) y posiblemente tenía vínculos familiares con el anterior monarca. A la muerte de Hemming, y tras la muerte de los pretendientes Anulo y Sigifrid en el campo de batalla, solo Ragnfrig y Harald estaban físicamente presentes en Dinamarca y tuvieron que convocar a Hemming Halfdansson desde Francia. Hacia 813 los hijos de Godofredo I de Dinamarca encabezados por Horik expulsaron a los tres hermanos, y solo Ragnfrid intentó recuperar el trono, pero también murió en batalla durante un intento de invasión hacia 814 según se registra en Annales regni Francorum.